# Peter Dodson
Peter Dodson  es un paleontólogo estadounidense quien ha publicado muchos trabajos y escritos, y ha colaborado en varios libros sobre dinosaurios. Es considerado un experto en la ceratopsia, además de tener varias publicaciones acerca de los hadrosaurios y saurópodos y ser el coeditor del libro The Dinosauria, considerado ampliamente como la principal referencia escolar acerca de los dinosaurios. Dodson describió al avaceratops en 1986; al Suuwassea en el 2004 entre otras especies. 
Ha realizado investigaciones en el terreno en Canadá, Estados Unidos, India, Madagascar, Egipto, Argentina y China. Además de ser profesor de palentología y de anatomía veterinaria en la Universidad de Pensilvania, Dodson también ha impartido clases de geología, historia e historia y sociología de la ciencia. Dodson se ha mostrado escéptico en relación con considerar que las aves provienen de los dinosaurios aunque recientemente ha terminado por apoyar dicha teoría.

## Obras su autoría
- Dodson, P. (1996). The Horned Dinosaurs. Princeton University Press:Princeton, New Jersey, p. 244. ISBN 0-691-02882-6.
- Upchurch, P., Barrett, P.M. and Dodson, P. 2004. Sauropoda. In The Dinosauria, 2nd edition. D. Weishampel, P. Dodson, and H. Osmólska (eds.). University of California Press, Berkeley.